# James March
Pour les articles homonymes, voir March.
James Gardner March, né le 15 janvier 1928 à Cleveland dans l'Ohio et mort le 27 septembre 2018 à Portola Valley en Californie, est un économiste, un sociologue et un universitaire américain.
Professeur émérite à l'université Stanford, il est un des pionniers de la théorie des organisations, dont l'objet est de comprendre comment une organisation évolue, s'adapte à son environnement et modifie celui-ci, en se penchant notamment sur la manière dont sont prises et mises en œuvre les décisions. 
Le livre qu'il publie en 1958 avec Herbert Simon, Les organisations, est considéré avec Une théorie comportementale de l'entreprise comme le fondement de la théorie des organisations. Herbert Simon d'ailleurs recevra le prix de la Banque de Suède en sciences économiques en mémoire d'Alfred Nobel en 1978, notamment pour les développements fait avec J. March sur la rationalité limitée. Cette théorie montre que la plupart des décideurs suivent des règles préétablies et que leur action consiste en général plus à identifier quelle règle doit s'appliquer en fonction du contexte et de ce qu'ils perçoivent de la situation plutôt qu'à chercher une impossible ou coûteuse optimisation.
March s'intéresse ensuite à l’apprentissage organisationnel (comment les organisations apprennent de leur expérience et de celle des autres, comment les règles internes de l'organisation évoluent). Ces travaux inspirent notamment toute la littérature sur la gestion des connaissances (knowledge management)
En sciences politiques et sociologie, March est, avec Johan Olsen, un des fondateurs du néoinstitutionnalisme avec leur livre Redécouvrir les institutions (1989).
Il a également travaillé sur la psychologie des préférences, notamment sur la manière dont l'expérience favorisait ou non l'aversion au risque.
Il a enseigné aux étudiants de la Stanford Graduate School of Business un cours sur le leadership.

## Biographie
Né en 1928 à Cleveland, Ohio, James March, après un doctorat d'anthropologie à Yale sur la manière dont un groupe contrôle ses membres en manipulant leurs orientations cognitives, rejoint à la toute jeune Graduate School of Industrial Administration du Carnegie Institute of Technology l'équipe de Herbert Simon qui étudie les mécanismes de prise de décision au sein des organisations. Il travaille notamment avec Leland Bach et Richard Cyert.
En 1964, James March devient doyen de la faculté des sciences sociales de l'université de Californie à Irvine, dans la banlieue de Los Angeles. C'est l'époque des premières communautés libres étudiantes des flowerchidren et March lutte contre une « reprise en main » de l'université par ses administrateurs.
Après une année sabbatique à Bergen (Norvège), il rejoint en 1970 le département de sciences de l'éducation de l'université Stanford, qu'il ne quittera plus, tout en enseignant et en encadrant des étudiants au sein des départements d'économie, de psychologie, de sociologie, de sciences politiques et de la Business School.
En 1978, malgré ses idées progressistes notoires, il est nommé senior fellow à l'Institut Hoover, think tank républicain où se côtoient des économistes libéraux comme Milton Friedman. Il en est écarté en 1988 pour certaines prises de position désapprouvées par ses collègues et devient de 1989 à sa retraite le directeur de l'institut scandinave pour les recherches sur les organisations SCANCOR (enclave du département d'éducation qui accueille des doctorants ou chercheurs invités de tous les pays scandinaves).

## Le leadership
Poète et grand amateur de littérature, March a enseigné aux étudiants de la Stanford Graduate School of Business un cours sur le leadership, fondé sur des situations empruntées aux œuvres de Miguel de Cervantes, William Shakespeare, Léon Tolstoï, William Butler Yeats, Henrik Ibsen ou George Bernard Shaw, dont il a tiré deux films sur Que peuvent apprendre les leaders de Don Quichotte et Guerre et Paix.

## Œuvres

### Livres
- 1955 : An introduction to the theory and measurement of influence
- 1958 : James G. March et Herbert A. Simon, Organizations, New York : Wiley, 2e éd., Oxford : Blackwell Publishers, 1993. Traduit en arabe, chinois, néerlandais, français, allemand, italien, japonais, polonais, portugais et espagnol.
- 1963 : Richard M. Cyert et James G. March, A Behavioral Theory of the Firm, Englewood Cliffs, New Jersey : Prentice-Hall, 2e éd., Oxford : Blackwell Publishers, 1992. Traduit en chinois, français, allemand, italien et japonais.
- 1965 : (éd.) Handbook of Organizations, Chicago : Rand McNally.
- 1969 : Heinz Eulau et James G. March, éd., Political Science, Englewood Cliffs : Prentice-Hall.
- 1969 : Bernard R. Gelbaum et James G. March, Mathematics for the Social and Behavioral Sciences: Probability, Calculus and Statistics, Philadelphie : W. B. Saunders Co.
- 1974 : Michael D. Cohen et James G. March, Leadership and Ambiguity: The American College President, New York : McGraw-Hill, 2e éd., Cambridge, MA : Harvard Business School Press, 1986. 2e éd., Lanham : University Press of America, 1993. Traduit en néerlandais, japonais et espagnol (1975)  (ISBN 0-8191-8381-4)
- 1976 : James G. March et Johan P. Olsen, Ambiguity and Choice in Organizations, Bergen : Universitetsforlaget. Traduit en japonais. (1980)  (ISBN 82-00-01960-8)
- 1980 : Autonomy as a Factor in Group Organization: A Study in Politics, New York : Arno Press,  (ISBN 0-405-12980-7).
- 1986 : James G. March et Roger Weissinger-Baylon, éd., Ambiguity and Command: Organizational Perspectives on Military Decision Making, Cambridge : Ballinger.
- 1988 : Decisions and Organizations, Oxford : Basil Blackwell.  (ISBN 0-631-16856-7). Traduit en français, allemand, italien et japonais.
- 1989 : James G. March et Johan P. Olsen, Rediscovering Institutions: The Organizational Basis of Politics, New York : Free Press/Macmillan. Traduit en italien et espagnol.  (ISBN 0-02-920115-2)
- 1994 : A Primer on Decision Making: How Decisions Happen, New York : The Free Press. Traduit en chinois, grec et italien.  (ISBN 0-02-920035-0)
- 1995 : Fornuft og Forandring: Ledelse i en Verden Beriget av Uklarhet (danois : Reason and Change: Leadership in a World Enriched by Ambiguity), articles selectionnés et traduits par Kristian Kreiner et Marianne Risberg, Copenhague : Samfundslitteratur.
- 1995 : James G. March et Johan P. Olsen, Democratic Governance, New York : The Free Press.  (ISBN 0-02-874054-8). Traduit en italien.
- 1999 : The Pursuit of Organizational Intelligence, Oxford : Blackwell Publishers.  (ISBN 0-631-21102-0).
- 2000 : James G. March, Martin Schulz et Xueguang Zhou, The Dynamics of Rules: Change in Written Organizational Codes, Stanford : Stanford University Press.  (ISBN 0-8047-3996-X). Traduit en chinois et italien.
- 2002 : Mie Augier et James G. March, éd., Economics of Change, Choice, and Organization: Essays in Memory of Richard M. Cyert, Cheltenham : Edward Elgar Publishing, Ltd.
- 2003 : James G. March et Thierry Weil, Le leadership dans les organisations, Paris : Les Presses de l’École des Mines.
- 2004 : Mie Augier et James G. March, éd., Models of a Man: Essays in Memory of Herbert A. Simon, Cambridge : MIT Press.
- 2005 : James G. March, Valg, Vane og Vision: Perspektiver på Aspiration og Adfærd (danois : Choice, Habit and Vision: Perspectives on Aspirations and Behavior), articles selectionnés et traduits par Kristian Kreiner et Mie Augier, Copenhague : Samfundslitteratur.
- 2005 : Szervezeti tanulás és döntéshozatal (hongrois : Organizational Learning and Decision Making), articles sélectionnés et traduits par des étudiants du László Rajk College, Budapest : Alinea Kiadó.
- 2005 : James G. March et Thierry Weil, On Leadership, Oxford : Blackwell Publishers.  (ISBN 1-4051-3247-7). Traduit en espagnol, coréen, italien et chinois.
- 2008 : Explorations in Organizations, Stanford : Stanford University Press.

### Films
- Passion and Discipline: Don Quixote’s Lessons for Leadership, film (67 minutes) conçu et écrit par James G. March, produit et réalisé par Steven C. Schecter, Schecter Films (en association avec la Stanford Graduate School of Business), 2003.
- Heroes and History: The Lessons for Leadership from Tolstoy’s War and Peace, film (65 minutes) conçu et écrit par James G. March, produit et réalisé par Steven C. Schecter, Schecter Films (en association avec la Yale School of Management et la Copenhagen business School), 2008.

### Poésie
- 1974 : Academic Notes, Londres : Poets' and Painters' Press.
- 1977 : Aged Wisconsin, Londres : Poets' and Painters' Press.
- 1980 : Pleasures of the Process, Londres : Poets' and Painters' Press.
- 1985 : Slow Learner, Londres : Poets' and Painters' Press.
- 1990 : Minor Memos, Londres : Poets' and Painters' Press.
- 2000 : Late Harvest, Palo Alto (Californie) : Bonde Press.
- 2005 : Footprints, Palo Alto, (Californie) : Bonde Press.
- 2008 : Quiet Corners, Palo Alto, (Californie) : Bonde Press.
- 2010 : Small Steps, Palo Alto, (Californie) : Bonde Press.
- 2011 : A collection of words, Palo Alto, (Californie) : Bonde Press.
- 2013 : Fermented Fruits, Palo Alto, (Californie) : Bonde Press.
- 2016 : Sequoias Sojourn, Palo Alto, (Californie) : Bonde Press.
- 2017 : Spring Melt, Palo Alto, (Californie) : Bonde Press.

## Nots et références
1. ↑  , sur theconversation.com
2. ↑  Les Organisations, James March et Herbert Simon, Dunod, 1999
3. ↑  Richard M. Cyert et James G. March, A Behavioral Theory of the Firm, 1963,. 2e éd., Oxford : Blackwell Publishers, 1992
4. ↑  James G. March et Johan P. Olsen (en), Rediscovering Institutions: The Organizational Basis of Politics, New York : Free Press/Macmillan, 1989. Traduit en italien et espagnol.  (ISBN 0-02-920115-2)
5. ↑  Voir Invitation à la lecture de James March, Thierry Weil, Presses des mines, 2000
6. ↑  Cette étude repose sur l'exploitation de données anthropologiques sur une quinzaine de tribus primitives, compilées dans les bases de données de Yale